# Vinorel
Vinorel je rijetka, pomalo egzotična likovna tehnika slikanja vinom na papiru. Najsličnija je vjerojatno bajcu, te je, slično kao sepia i bajc, po konačnom rezultatu bliska tonskim akvarelu.
Spektar boja je ograničen tonovima vina: od svjetložutih od tamnocrvenih i ljubičastih, a s obzirom na to da se u pravilu slika tonski, tj. bez kombiniranja različitih sorti tj. boja vina, ta je tehnika, po mišljenju jednog od ponajboljih poznavatelja vodenih tehnika na papiru, slikara Alfreda F. Krupe, bliža crtežu nego li klasičnom slikarstvu.